# Thierry Deleu
Thierry Deleu (Menen, 11 februari 1940 - Veurne, 18 januari 2013) was een Vlaams schrijver en dichter.

## Biografie
Thierry Deleu woonde tot 1976 in Wevelgem. In 1966 richtte hij met Lionel Deflo het tijdschrift Kreatief op. Daarna leerde hij de kunstschilder Marcel Coolsaet kennen, met wie hij het tijdschrift Boulevard oprichtte in 1970. 
Vanaf 1976 woonde Deleu in Harelbeke en bij zijn pensionering verhuisde hij naar Oostduinkerke. Hij overleed daar op 18 januari na euthanasie wegens een agressieve vorm van kanker.
Deleu stond beroepshalve in het onderwijs, respectievelijk als leerkracht, directeur en kabinetsattaché. Als auteur publiceerde hij gedichtenbundels, essays, romans, biografieën, bloemlezingen en leerboeken Nederlands.
Thierry Deleu stond aan de wieg van meerdere literaire en culturele activiteiten. Hij organiseerde tentoonstellingen, Hij belichtte uitvoerig de biografie van Harelbeekse burgemeester, wijlen Marc Bourry, de dichter André Velghe en de Antwerpse auteur Guy van Hoof. Met deze laatste begon hij de kleinschalige uitgeverij Het Schaap, als een uitloper van het tijdschrift Boulevard, waarin hij samenwerkte met beeldend kunstenaar Marcel Coolsaet.
Hij publiceerde bijdragen in de belangrijkste tijdschriften van de Lage Landen bij de zee.
Als dichter behoort hij tot geen stroming. Zijn poëzie evolueerde van laat-experimenteel naar nieuw-romantiek, altijd in een leesbare taal, met aandacht voor mens en natuur.
De evolutie van zijn werk is terug te vinden in de twee essays die Guy van Hoof over hem schreef: Aan wat overblijft heb ik genoeg (1986), en Thierry Deleu, jager in zijn grondgebied (2000).

## Literaire publicaties

### Poëzie
- Met de teerling - 1965
- Met neergehurkte adem - 1967
- Postume gedichten onder voorbehoud en andere - 1970
- Prenatale gedichten alfabetisch gerangschikt - 1971
- Staalkaart I - 1971
- Staalkaart II - 1972
- Klein alfabet voor maag en nier -1974
- Ik, een naaktloper - 1972 (tweede druk 1979)
- In dit landschap - 1980
- Jaren na lichtmis - 1984
- Memoires: gedichten 1974-1980 -1993
- Val der Engelen - 1997
- In de weelde van de liefde - 2000
- De kiemjaren - 2006
- Amor vincit omnia - 2007
- Magisch alfabet - 2007
- Bourgondische suite - 2009
- Helvetiaanse verzen - 2009
- Wulpen, in nevel van tijd - De Geletterde Mens Uitgevers, netbook, 2010
- Eb en vloed - De Geletterde Mens Uitgevers, netbook, 2010
- Strandjutter - Demer Uitgeverij, 2011
- Chaos - De Geletterde Mens Uitgevers, netbook 2012

### Essays
- Marc Bourry, man van het volk: geschiedenis van een beweging, kroniek van een stad, verhaal van een leven -1986
- André Velghe, liefde voor het woord - 1989
- Verslag van een literaire ontmoeting met André Velghe - 1998
- Ik zou liegen als ik het anders zei. (Teksten 1965-2000) - 2001
- Guy van Hoof, dichter zonder kroon - 2002
- A titre personnel - brieven - 2004
- Korte essays over het werk (poëzie/proza) van Bert Bevers, Dirk van Babylon, Catharina Boer (N), Philippe Cailliau, Hervé J. Casier, Bart Chabot (N), Job Degenaar (N), Leni De Goeyse, Jenny Dejager, Patricia De Landtsheer, Frans Depeuter, Francis De Preter, Marleen De Smet, Frank De Vos, Staf De Wilde, Christine D’haen, Germain Droogenbroodt, Fernand Florizoone, Bärbel Geijsen (N), Gijs Gellings (N), Julie Goderis, Trijntje Gosker (N), Luk Gruwez, Albert Hagenaars (N), Paula Hagenaars (N), Tine Hertmans, Guy van Hoof, Frans Kuypers (N), Jan Lauwereyns, Mark Meekers, Frans Mink (N), Peter le Nobel (N), Edith Oeyen, Xavier Roelens, Eric Rosseel, Hannie Rouweler (N), Annmarie Sauer, Ina Stabergh, Maurits Sterkenburg (N), Peter Theunynck, Jan Van Herreweghe, VPM Bio, Lies Van Gasse, Joris Maurits Vanhaelewijn, Maria Van Overstraeten, André Velghe, Levi Weemoedt (N), Martin Wings (N), Peter Wullen.

### Bloemlezingen
- Verzenboek over de dood - 1979 (2de druk 1980)
- Eigen-liefde - 1982
- Klaprozen en Kamermuziek.- Demer Uitgeverij, 2010, co-samensteller Hannie Rouweler
- Poppies and Chamber Music. - Demer Uitgeverij, 2010, co-samensteller Hannie Rouweler

### Romans
- Eindterm - 2002
- Amélie Laforêt - 2003
- Arsène du Frêne, heer van La Vallade - 2004
- Klamme handen - 2006
- De doden zwijgen niet – 2008
- Liefde en dood op Sint-André - 2009
- Niets is wat het lijkt (roman). – Soest, Boekscout (Nederland), 2011, 115 blz.

### Werk in voorbereiding
- Meeuwen in bloot onderlijf - gedichten
- Schoon volk in de hemel - essay
- Fancy (E)
- Een gelukkig, gedroomd Arcadia - essay